# Giải bóng đá hạng tư quốc gia Cộng hòa Síp 2005–06
Giải bóng đá hạng tư quốc gia Cộng hòa Síp 2005–06 là mùa giải thứ 21 của giải bóng đá hạng tư Cộng hòa Síp. Anagennisi Germasogeias giành danh hiệu đầu tiên.

## Thể thức thi đấu
Có 14 đội tham gia Giải bóng đá hạng tư quốc gia Cộng hòa Síp 2005–06. Tất cả các đội đều thi đấu 2 trận, một trân sân nhà và một trận sân khách. Đội nhiều điểm nhất sẽ lên ngôi vô địch. Ba đội đầu bảng được lên chơi tại Giải bóng đá hạng ba quốc gia Cộng hòa Síp 2006–07 và ba đội cuối bảng xuống chơi ở các giải khu vực.

### Hệ thống điểm
Các đội bóng nhận 3 điểm cho một trận thắng, 1 điểm cho một trận hòa và 0 điểm cho một trận thua.

## Thay đổi so với mùa giải trước
Các đội thăng hạng Giải bóng đá hạng ba quốc gia Cộng hòa Síp 2005–06
- Frenaros FC
- Digenis Oroklinis
- Atromitos Yeroskipou

Các đội xuống hạng từ Giải bóng đá hạng ba quốc gia Cộng hòa Síp 2004–05
- Othellos Athienou
- Orfeas Nicosia
- AEK/Achilleas Ayiou Theraponta1

1AEK/Achilleas Ayiou Theraponta rút khỏi Giải bóng đá hạng tư quốc gia Cộng hòa Síp 2005–06.
Các đội thăng hạng từ các giải khu vực
- FC Episkopi
- APEP Pelendriou
- Anagennisi Trachoniou
- Kissos Kissonergas

Các đội xuống hạng các giải khu vực
- Anagennisi Lythrodonta
- THOI Avgorou
- Apollon Lympion

## Bảng xếp hạng
| Vị thứ | Đội                     | St. | T. | H. | B. | BT. | BB. | HS. | Đ. | Ghi chú                                                                |
| ------ | ----------------------- | --- | -- | -- | -- | --- | --- | --- | -- | ---------------------------------------------------------------------- |
| 1      | Anagennisi Germasogeias | 26  | 17 | 3  | 6  | 51  | 30  | 21  | 54 | Vô địch-Thăng hạng Giải bóng đá hạng ba quốc gia Cộng hòa Síp 2006–07. |
| 2      | OlymVị thứ Xylofagou    | 26  | 16 | 4  | 6  | 58  | 33  | 25  | 52 | Thăng hạng Giải bóng đá hạng ba quốc gia Cộng hòa Síp 2006–07.         |
| 3      | FC Episkopi             | 26  | 15 | 5  | 6  | 50  | 26  | 24  | 50 | Thăng hạng Giải bóng đá hạng ba quốc gia Cộng hòa Síp 2006–07.         |
| 4      | APEP Pelendriou         | 26  | 14 | 3  | 9  | 45  | 32  | 13  | 45 |                                                                        |
| 5      | Othellos Athienou       | 26  | 10 | 8  | 8  | 40  | 36  | 4   | 38 |                                                                        |
| 6      | Ethnikos Latsion FC     | 26  | 10 | 5  | 11 | 49  | 40  | 9   | 35 |                                                                        |
| 7      | Anagennisi Trachoniou   | 26  | 8  | 11 | 7  | 40  | 42  | -2  | 35 |                                                                        |
| 8      | Sourouklis Troullon     | 26  | 9  | 7  | 10 | 32  | 43  | -11 | 34 |                                                                        |
| 9      | Orfeas Nicosia          | 26  | 9  | 6  | 11 | 39  | 46  | -7  | 33 |                                                                        |
| 10     | AOL Omonia Lakatamias   | 26  | 9  | 6  | 11 | 27  | 36  | -9  | 33 |                                                                        |
| 11     | Spartakos Kitiou        | 26  | 9  | 3  | 14 | 35  | 32  | 3   | 30 |                                                                        |
| 12     | Kissos Kissonergas      | 26  | 6  | 12 | 8  | 31  | 36  | -5  | 30 | Xuống hạng các giải khu vực.                                           |
| 13     | Elia Lythrodonta        | 26  | 4  | 6  | 16 | 26  | 48  | -22 | 18 | Xuống hạng các giải khu vực.                                           |
| 14     | Ellinismos Akakiou      | 26  | 5  | 3  | 18 | 31  | 74  | -43 | 18 | Xuống hạng các giải khu vực.                                           |

Hệ thống điểm: Thắng=3 điểm, Hòa=1 điểm, Thua=0 điểm
Quy tắc xếp hạng: 1) Điểm, 2) Hiệu số, 3) Bàn thắng

## Kết quả
| ↓Home / Away→       | ANG | ANT | AOL | APP | ETN | ELT | ELN  | EPS | KSS | OTL | OLM | ORF | SRK | SPR |
| ------------------- | --- | --- | --- | --- | --- | --- | ---- | --- | --- | --- | --- | --- | --- | --- |
| Anagennisi G.       |     | 2-0 | 0-1 | 1-3 | 3-2 | 2-0 | 3-0  | 2-1 | 0-0 | 3-0 | 1-0 | 2-1 | 3-0 | 3-1 |
| Anagennisi Tr.      | 1-0 |     | 1-0 | 0-1 | 1-1 | 1-2 | 1-1  | 2-2 | 1-1 | 2-2 | 2-2 | 1-1 | 0-2 | 2-1 |
| AOL Omonia          | 1-2 | 1-1 |     | 2-1 | 1-1 | 2-1 | 1-1  | 0-3 | 1-0 | 1-0 | 3-0 | 4-2 | 0-0 | 0-2 |
| APEP                | 2-1 | 0-1 | 2-1 |     | 0-2 | 2-1 | 10-3 | 3-0 | 1-1 | 1-0 | 1-0 | 1-1 | 0-2 | 2-0 |
| Ethnikos Latsion FC | 3-5 | 1-3 | 1-0 | 1-2 |     | 2-0 | 7-0  | 1-0 | 2-0 | 0-1 | 4-2 | 6-0 | 1-0 | 1-1 |
| Elia                | 2-2 | 1-5 | 0-2 | 2-3 | 2-1 |     | 2-1  | 0-1 | 1-1 | 1-1 | 1-1 | 1-2 | 0-0 | 1-3 |
| Ellinismos          | 1-2 | 1-0 | 2-1 | 0-3 | 3-2 | 1-4 |      | 0-1 | 3-1 | 3-2 | 2-6 | 2-4 | 1-2 | 1-3 |
| FC Episkopi         | 1-4 | 5-0 | 6-0 | 3-1 | 2-1 | 1-0 | 1-0  |     | 1-1 | 1-1 | 0-0 | 5-0 | 2-1 | 1-0 |
| Kissos              | 1-1 | 2-2 | 1-1 | 2-2 | 2-0 | 2-0 | 2-0  | 0-1 |     | 1-4 | 1-1 | 2-1 | 3-0 | 2-1 |
| Othellos            | 0-2 | 2-2 | 2-0 | 2-1 | 0-2 | 3-1 | 2-2  | 2-2 | 0-0 |     | 4-2 | 2-0 | 3-4 | 2-0 |
| OlymVị thứ          | 2-1 | 7-1 | 3-0 | 3-2 | 5-2 | 5-2 | 2-1  | 3-2 | 3-1 | 3-0 |     | 1-0 | 2-0 | 1-0 |
| Orfeas              | 5-1 | 1-3 | 1-0 | 2-0 | 2-2 | 1-1 | 2-1  | 2-0 | 5-1 | 1-1 | 1-3 |     | 0-0 | 0-2 |
| Sourouklis          | 2-3 | 3-7 | 2-2 | 1-0 | 2-2 | 1-0 | 3-1  | 1-4 | 2-2 | 0-2 | 1-0 | 1-4 |     | 2-1 |
| Spartakos           | 0-2 | 0-0 | 1-2 | 0-1 | 3-1 | 2-0 | 7-0  | 1-4 | 2-1 | 1-2 | 0-1 | 3-0 | 0-0 |     |